# 呂比須ワグナー
呂比須 ワグナー（ロペス ワグナー、Wagner Lopes, 1969年1月29日 - ）は、ブラジル出身の元プロサッカー選手。サッカー指導者。現役時代のポジションはフォワード。ブラジル名はワギネル・アウグスト・ロペス (Wagner Augusto Lopes) 。1997年に日本へ帰化し、日本とブラジルの二重国籍者となった。元日本代表。

## クラブ経歴
サンパウロ州フランカで8人兄弟の末っ子として生まれる。11歳の頃から学業の傍ら兄が経営する靴工場で働き、週末には地元のサッカークラブ、インテルナシオナルFCで練習する。
1984年、15歳で親元を離れ（フランカとサンパウロは同州内であるが約400km離れている）サンパウロFCの下部組織に加入。主にMFとして起用され同年のU-15サンパウロ州選手権で決勝点を挙げ優勝に貢献。1986年、17歳でサンパウロFCとプロ契約を結ぶ も、当時のサンパウロにはブラジル代表クラスの選手が揃っており、呂比須に出番がまわってくるのは彼らが代表の試合で不在のときくらいだった。1987年、日本の日産自動車サッカー部（横浜F・マリノスの前身）への移籍が決まっていた元ブラジル代表のオスカーに誘われ、ともに日産に加入。加茂周監督の指示によりFWに転向した。日産では2年目は左足首靭帯、3年目は肋骨と頭部を痛め満足にプレー出来なかったが、第69回天皇杯全日本サッカー選手権大会決勝のヤマハ発動機サッカー部戦では、0-2から反撃の口火を切るゴールを決め、最終的に3-2で勝利したが、契約満了での退団となった。
1990年、当時JSL2部だった日立（のちに柏レイソルに改称）に移籍する。1年目に22試合で33得点をあげJSL2部得点王を獲得する。1990年結婚。1992年にジャパンフットボールリーグ（旧JFL）の得点王となり、ベストイレブンに選ばれる。同年長男が誕生。当時ロペスは日本もブラジル同様に出生地主義を採用していると誤解しており、この頃から「家族全員で日本人になりたい」と日本への帰化を考えるようになった。翌1993年もベストイレブンと得点ランク2位となる。1993年に世界的スーパースターのカレカと、同じく元ブラジル代表のネルシーニョが加入。ロペスはカレカとの強力2トップで得点を量産しカレカに次ぐ17ゴールを決め、柏のJリーグ入りに貢献したが、1995年から元ブラジル代表FWミューレルの加入が決まると、外国籍選手枠から押し出される形で柏から放出された。レイソルという保証人を失ったため帰化申請もやり直しとなってしまい、レイソルが自分のJリーグ入りを嫌ったと述懐している。
1995年、JFLの本田技研工業に拾われる。1995年、1996年と2年連続でJFL得点王に輝き、1996年にはクラブは初の旧JFL優勝を果たした。
本田技研での活躍と帰化の噂が広まり、1997年にJリーグのベルマーレ平塚へ移籍。同年9月に日本国籍を取得すると、名前をそれまでの登録名であったワグネル・ロペスから呂比須ワグナーに改め、直後に日本代表に選出される。1997年4月19日の京都パープルサンガ戦でJリーグ初ゴールを決めた。1998年4月11日のセレッソ大阪戦ではハットトリックを決めるなど、平塚では在籍時の2年間とも、チーム得点王になる。
1999年に名古屋グランパスエイトに移籍し、同年は5月29日の浦和レッズ戦でJリーグで2度目のハットトリックを決めるなど、同年と2000年の2年連続でチーム得点王。2000年元日の第79回天皇杯全日本サッカー選手権大会決勝では決勝ゴールを奪った。しかしフロント不信から退団を余儀なくされた。
2001年、FC東京に移籍。開幕戦の東京ダービーではVゴールを含む2得点を挙げる好デビュー、またJリーグカップ1回戦のヴァンフォーレ甲府戦ではハットトリックを決めたが、呂比須加入に伴って行われた戦術転換が奏功せず、さらに布陣がFWアマラオの1トップへと変更されたことでポジションを失い、シーズン途中でアビスパ福岡へ移籍。しかしチームは振るわず、J2降格を喫する。2002年はJ2でプレーし、同年限りで現役引退。2002年10月19日、博多の森球技場でのヴァンフォーレ甲府戦のゴールで、日本リーグ・JFL・Jリーグの合計得点が釜本邦茂の202ゴールを超えて203ゴールとなった。後日、福岡のローカルTV番組から203ゴール目を決めた記念ボールを贈られた。12月8日に博多の森球技場で行われた天皇杯2回戦（栃木SC戦）が最後の公式戦出場となった。

## 日本代表経歴
1997年9月12日に帰化すると、その16日後の、ワールドカップフランス大会予選の対韓国戦で日本代表デビューを果たす。なお、日本の法務省は、元の国が国籍離脱を認めていない場合は、二重国籍者を容認する。ブラジルは国籍離脱を認めていない為、日本帰化以降、呂比須は日本とブラジルの二重国籍者となった。
代表3試合目となった同年10月11日のウズベキスタン戦、後半44分井原正巳の後方からのロングパスを三浦知良へのアシストを狙って 頭で落としたが、三浦の動きに気を取られた相手GKはボールを見失いそのままゴールイン、代表初得点を記録した。続く同月26日の国立競技場でのUAE戦では前半開始早々に三浦から受けたボールをリフティングで相手をかわし、そのままロングシュートを決める。続く11月1日のアウェーでの韓国戦でも得点し、3試合連続得点を記録。イランとの第3代表プレーオフ決定戦の直前に母が病死し、岡田武史監督から帰国を促されたが、代表選手としての務めを果たすために 代表帯同を続け、イラン戦にも途中出場。この試合でも呂比須のボール奪取から本大会出場を決定させる岡野のゴールデンゴールに繋がるなど、日本のワールドカップ初出場への大きな原動力となった。
1998年に行われたワールドカップ本大会では途中出場ながらグループリーグ3試合に出場。対ジャマイカ戦では中山雅史のワールドカップにおける日本人初ゴールをアシストした。
フィリップ・トルシエ監督による新体制移行後も代表招集され、1999年に行われたコパ・アメリカ1999ではペルー戦・ボリビア戦でそれぞれ1得点を挙げた。しかし日本代表はこの大会で良いところなく敗退し、トルシエは「呂比須以外の選手はこの大会の価値を理解していない」と発言した。余談であるが呂比須が代表で挙げた5得点のうち3得点がW杯予選、2得点がコパ・アメリカであり、すべて最重要な大会のビッグマッチである。(1998年3月4日のダイナスティカップで1得点したが、対戦相手が香港リーグ選抜であったため国際Aマッチ扱いではない。)
その後、トルシエが兼務するU-20代表やU-22代表が快進撃する反面A代表は不振が続き、「若い世代のほうが才能のある選手が多い」と発言すると、これに対し呂比須はテレビのインタビューで「だったらその若い選手達を起用すれば良い」と発言。この発言が影響したかどうかは定かではないが、その後代表では実際に若い世代との大幅な入れ替えが行なわれ、呂比須も招集される事はなくなった。

## 指導者時代
現役引退後、アビスパ福岡からコーチを就任の要請を受けたが、一度ブラジルで生活してみたいという子供たちの希望もあり2003年にブラジルに戻る。サンパウロ市内の大学でスポーツビジネスの講座を履修後、サンパウロ州サッカー協会発行の指導者ライセンスを取得。2005年、パウリスタFC監督のヴァグネル・マンシーニからの要請によりヘッドコーチに就任した。この時期、日本からやって来た笠井健太（登録名はKENTA）の指導に携わった。同年、パウリスタFCは小クラブながらセリエA所属の強豪クラブを次々破ってコパ・ド・ブラジルに初優勝、翌2006年のリベルタドーレス杯出場権を獲得する。当時のマンシーニと呂比須は共に30代の若い指導者コンビとして注目を集める。UAEのアル・ナスルSC監督就任が決まったマンシーニと共に呂比須もコーチとして誘われるも「外国に住むなら日本に帰りたい。ブラジルに戻ってドバイに行ったら意味がない」と申し出を断り、パウリスタFCに残った。呂比須は2007年までパウリスタFCでコーチを務めた後、病気（胆石）の手術の為に一旦コーチ業を休む。
2009年に古巣のパウリスタFCからオファーがあり、ヘッドコーチに就任。ブラジル時代の縁で古巣のアビスパ福岡にグラウシオやリンコンなどのブラジル人選手のJリーグ移籍の手助けをしたこともある。2010年2月にブラカリ前監督が更迭されると、監督に昇格。就任から5連敗を喫したが、その後は持ち直し最終成績は4勝6敗。なかにはアウェーでコリンチャンスを破るという金星もあった。その後、サンパウロ州2部のポン・ジ・アスーカルECでも監督を務めた。
2011年、再びパウリスタFCのコーチに復帰し、第6節終了後、前監督の解任にともない監督に昇格した。指揮を執った13試合の成績は5勝2分6敗。同年後半のコパ・パウリスタでは優勝（連覇）を果たし、これが監督としての初タイトルとなった。クラブ側は契約延長を希望したが、シーズン終了後に退団した。クラブ幹部は「海外クラブからオファーがあり引き止められなかった」と話していた。
Jリーグ・ガンバ大阪から2012年シーズンの監督就任のオファーを受け仮契約を結んだが、日本サッカー協会からは、呂比須はJリーグの監督を務めるのに必要なS級ライセンスを保有しておらず、また既有するブラジルでの監督資格及び指導実績もS級ライセンスには相当しないとして、承認を得られなかった。監督就任は幻となったが、呂比須自らサンパウロ在籍時のコーチであるジョゼ・カルロス・セホーンをG大阪新監督に推薦しこれが認められると、自身は同クラブヘッドコーチに就任。しかし、開幕から公式戦5連敗と深刻な成績不振に陥り、同年3月26日、セホーン及びコーチのウェリントンと共に解任された。のちにセホーンがインタビューで語ったところによれば、彼が監督で呂比須がヘッドコーチというのは表向きのもので実際の役割は逆であり、選手の補強についても呂比須が主導したという。
その後、ブラジル国内の複数クラブで監督を務める。2014年にはセリエB（全国選手権2部）の下位に沈んでいたアトレチコ・ゴイアニエンセをセリエA昇格目前にまで引き上げた。2015年はゴイアスECで好成績を挙げるも、起用法に介入しようとするクラブ上層部と対立し、州選手権閉幕を待たずして解任された。
2016年5月24日、サンパイオ・コヘイアFCの監督に就任。
2017年からは、パラナ・クルーベの監督に就任 したが、5月に退任し、5月11日、Jリーグ・アルビレックス新潟の監督就任が内定した。なお前回承認されなかったライセンスは、今回はG大阪以後の監督経歴が考慮され、監督就任内定前の5月9日に日本サッカー協会からS級ライセンスに相当する資格があるとして承認された。初陣となった5月20日のコンサドーレ札幌戦では1-0で勝利を収めたが、この次のベガルタ仙台戦から10月14日のガンバ大阪戦に勝利するまで16試合勝ちを挙げられずに苦しんだ。11月18日のヴァンフォーレ甲府戦は勝利を収めたものの他会場の結果によって新潟のJ2降格が決まり、この試合後の会見で自ら責任を取る形で同年限りで監督を退任する意思を表明した。11月19日に契約満了により2017年シーズン末をもって退団すると発表された。しかし、新潟はG大阪戦から最終節まで1度も負けを記録せず、J2降格が決まった後の残りの試合を全勝してシーズンを終えた。
2017年12月11日、パラナ・クルーベの監督に復帰すると発表されたが、2018年2月16日、就任からわずか7試合、45日で解任された。成績は1勝3分3敗だった。
その後、2018年と2019年は、アトレチコ・ゴイアニエンセに監督として復帰した。
2019年11月30日、ボタフォゴ・SPの監督に就任することが発表された。
2021年8月12日、セリエBのECヴィトーリア監督に就任。

## 人物・エピソード
- 1990年に日本で出会ったブラジル人と結婚[57]。
- 長渕剛のファン[58]。訪日間もない頃、日産の寮で金田喜稔が歌っているのを聴いて好きになった[11]。
- 呂比須同様ブラジルから日本に帰化し、日本代表として戦った吉村大志郎によれば、1998年ワールドカップの開催中に、呂比須から「（吉村ら先人も頑張ってきたのに）自分だけがワールドカップに出て、すまない」と謝られたという。吉村は呂比須に「お前は僕らの代表」とエールを送っている[59]。
- 現役引退後、家族の希望で母国ブラジルへ帰ったが、いつか日本からの監督のオファーがあると信じてブラジルで指導者として成功したいと述べている[60]。
- 2004年、TVの解説の仕事で東北ユースサッカー大会を観戦した際、当時15歳の香川真司（宮城県選抜）のプレーを見て「香川は将来すごい選手になる。今すぐにでもブラジルに連れて帰りたいぐらい」と早くから将来性の高さを見抜いていた[61]。
- 指導法のひとつとして、近年ブラジル人指導者にも浸透している対戦相手のプレー集をビデオに自ら編集して選手に見せるようにしている[34]。監督としての哲学や指導法は師匠のマンシーニ監督と似ている、とも語っている[62]。

## 所属クラブ
- 1985年 - 1987年  サンパウロFC
- 1987年 - 1990年  日産自動車サッカー部
- 1990年 - 1994年  日立製作所本社サッカー部 / 柏レイソル
- 1995年 - 1996年  本田技研工業サッカー部
- 1997年 - 1998年  ベルマーレ平塚
- 1999年 - 2000年  名古屋グランパスエイト
- 2001年  FC東京
- 2001年 - 2002年  アビスパ福岡

## 個人成績
| 国内大会個人成績 | 国内大会個人成績 | 国内大会個人成績 | 国内大会個人成績 | 国内大会個人成績 | 国内大会個人成績 | 国内大会個人成績 | 国内大会個人成績 | 国内大会個人成績 | 国内大会個人成績 | 国内大会個人成績 | 国内大会個人成績 |
| 年度             | クラブ           | 背番号           | リーグ           | リーグ戦         | リーグ戦         | リーグ杯         | リーグ杯         | オープン杯       | オープン杯       | 期間通算         | 期間通算         |
| 年度             | クラブ           | 背番号           | リーグ           | 出場             | 得点             | 出場             | 得点             | 出場             | 得点             | 出場             | 得点             |
| ブラジル         | ブラジル         | ブラジル         | ブラジル         | リーグ戦         | リーグ戦         | ブラジル杯       | ブラジル杯       | オープン杯       | オープン杯       | 期間通算         | 期間通算         |
| ---------------- | ---------------- | ---------------- | ---------------- | ---------------- | ---------------- | ---------------- | ---------------- | ---------------- | ---------------- | ---------------- | ---------------- |
| 1985             | サンパウロ       |                  | セリエA          |                  |                  |                  |                  |                  |                  |                  |                  |
| 1986             | サンパウロ       |                  | セリエA          |                  |                  |                  |                  |                  |                  |                  |                  |
| 1987             | サンパウロ       |                  | セリエA          |                  |                  |                  |                  |                  |                  |                  |                  |
| 日本             | 日本             | 日本             | 日本             | リーグ戦         | リーグ戦         | JSL杯/ナビスコ杯 | JSL杯/ナビスコ杯 | 天皇杯           | 天皇杯           | 期間通算         | 期間通算         |
| 1987-88          | 日産             | 21               | JSL1部           | 21               | 8                | 0                | 0                |                  |                  |                  |                  |
| 1988-89          | 日産             | 9                | JSL1部           | 15               | 3                | 1                | 1                |                  |                  |                  |                  |
| 1989-90          | 日産             | 9                | JSL1部           | 13               | 1                | 4                | 0                |                  |                  |                  |                  |
| 1990-91          | 日立             | 7                | JSL2部           | 23               | 33               | 1                | 0                |                  |                  |                  |                  |
| 1991-92          | 日立             | 7                | JSL1部           | 20               | 4                | 3                | 4                |                  |                  |                  |                  |
| 1992             | 日立             | 7                | 旧JFL1部         | 17               | 13               | -                | -                |                  |                  |                  |                  |
| 1993             | 柏               | 10               | 旧JFL1部         | 18               | 18               | 0                | 0                | 0                | 0                | 18               | 18               |
| 1994             | 柏               | 16               | 旧JFL            | 18               | 17               | 1                | 0                | 0                | 0                | 19               | 17               |
| 1995             | 本田             | 9                | 旧JFL            | 30               | 31               | -                | -                | 1                | 0                | 31               | 31               |
| 1996             | 本田             | 9                | 旧JFL            | 30               | 36               | -                | -                | 2                | 1                | 32               | 37               |
| 1997             | 平塚             | 10               | J                | 27               | 18               | 6                | 8                | 3                | 4                | 36               | 30               |
| 1998             | 平塚             | 10               | J                | 29               | 18               | 0                | 0                | 2                | 0                | 31               | 18               |
| 1999             | 名古屋           | 30               | J1               | 23               | 13               | 6                | 4                | 5                | 2                | 34               | 19               |
| 2000             | 名古屋           | 30               | J1               | 28               | 10               | 4                | 0                | 1                | 1                | 33               | 11               |
| 2001             | FC東京           | 9                | J1               | 10               | 3                | 2                | 4                | -                | -                | 12               | 7                |
| 2001             | 福岡             | 39               | J1               | 8                | 7                | -                | -                | 0                | 0                | 8                | 7                |
| 2002             | 福岡             | 9                | J2               | 19               | 6                | -                | -                | 2                | 0                | 21               | 6                |
| 通算             | ブラジル         | ブラジル         | セリエA          |                  |                  |                  |                  |                  |                  |                  |                  |
| 通算             | 日本             | 日本             | J1               | 125              | 69               | 18               | 16               | 11               | 7                | 154              | 92               |
| 通算             | 日本             | 日本             | J2               | 19               | 6                | -                | -                | 2                | 0                | 21               | 6                |
| 通算             | 日本             | 日本             | JSL1部           | 69               | 16               |                  |                  |                  |                  |                  |                  |
| 通算             | 日本             | 日本             | JSL2部           | 23               | 33               |                  |                  |                  |                  |                  |                  |
| 通算             | 日本             | 日本             | 旧JFL1部         | 113              | 115              | 1                | 0                |                  |                  |                  |                  |
| 総通算           |                  |                  |                  |                  |                  |                  |                  |                  |                  |                  |                  |

その他の公式戦
- 1991年
  - コニカカップ 1試合0得点
- 2000年
  - スーパーカップ 1試合0得点

国際試合
- 2000-01 アジアカップウィナーズカップ 2試合2得点

## 代表歴
- 1998年 FIFAワールドカップフランス大会

### 試合数
- 国際Aマッチ 20試合 5得点 (1997年 - 1999年)[3]

| 日本代表 | 国際Aマッチ | 国際Aマッチ |
| 年       | 出場        | 得点        |
| -------- | ----------- | ----------- |
| 1997     | 6           | 3           |
| 1998     | 7           | 0           |
| 1999     | 7           | 2           |
| 通算     | 20          | 5           |

### 出場
| No. | 開催日         | 開催都市                   | スタジアム                 | 対戦相手         | 結果        | 監督                 | 大会               |
| --- | -------------- | -------------------------- | -------------------------- | ---------------- | ----------- | -------------------- | ------------------ |
| 1.  | 1997年09月28日 | 東京都                     | 国立霞ヶ丘競技場陸上競技場 | 韓国             | ●1-2        | 加茂周               | ワールドカップ予選 |
| 2.  | 1997年10月04日 | アルマトイ                 |                            | カザフスタン     | △1-1        | 加茂周               | ワールドカップ予選 |
| 3.  | 1997年10月11日 | タシケント                 |                            | ウズベキスタン   | △1-1        | 岡田武史             | ワールドカップ予選 |
| 4.  | 1997年10月26日 | 東京都                     | 国立霞ヶ丘競技場陸上競技場 | アラブ首長国連邦 | △1-1        | 岡田武史             | ワールドカップ予選 |
| 5.  | 1997年11月01日 | ソウル                     |                            | 韓国             | ○2-0        | 岡田武史             | ワールドカップ予選 |
| 6.  | 1997年11月16日 | ジョホールバル             |                            | イラン           | ○3-2(延長V) | 岡田武史             | ワールドカップ予選 |
| 7.  | 1998年02月15日 | アデレード                 |                            | オーストラリア   | ○3-0        | 岡田武史             | 国際親善試合       |
| 8.  | 1998年05月17日 | 東京都                     | 国立霞ヶ丘競技場陸上競技場 | パラグアイ       | △1-1        | 岡田武史             | キリンカップ       |
| 9.  | 1998年05月24日 | 神奈川県                   | 横浜国際総合競技場         | チェコ           | △0-0        | 岡田武史             | キリンカップ       |
| 10. | 1998年06月14日 | トゥールーズ               |                            | アルゼンチン     | ●0-1        | 岡田武史             | ワールドカップ     |
| 11. | 1998年06月20日 | ナント                     |                            | クロアチア       | ●0-1        | 岡田武史             | ワールドカップ     |
| 12. | 1998年06月26日 | リヨン                     |                            | ジャマイカ       | ●1-2        | 岡田武史             | ワールドカップ     |
| 13. | 1998年10月28日 | 大阪府                     | 長居陸上競技場             | エジプト         | ○1-0        | フィリップ・トルシエ | キリンチャレンジ   |
| 14. | 1999年03月31日 | 東京都                     | 国立霞ヶ丘競技場陸上競技場 | ブラジル         | ●0-2        | フィリップ・トルシエ | キリンビバレッジ   |
| 15. | 1999年06月03日 | 東京都                     | 国立霞ヶ丘競技場陸上競技場 | ベルギー         | △0-0        | フィリップ・トルシエ | キリンカップ       |
| 16. | 1999年06月06日 | 神奈川県                   | 横浜国際総合競技場         | ペルー           | △0-0        | フィリップ・トルシエ | キリンカップ       |
| 17. | 1999年06月29日 | アスンシオン               |                            | ペルー           | ●2-3        | フィリップ・トルシエ | コパ・アメリカ     |
| 18. | 1999年07月02日 | アスンシオン               |                            | パラグアイ       | ●0-4        | フィリップ・トルシエ | コパ・アメリカ     |
| 19. | 1999年07月05日 | ペドロ・ファン・カバジェロ |                            | ボリビア         | △1-1        | フィリップ・トルシエ | コパ・アメリカ     |
| 20. | 1999年09月08日 | 神奈川県                   | 横浜国際総合競技場         | イラン           | △1-1        | フィリップ・トルシエ | キリンチャレンジ   |

### ゴール
| #  | 開催年月日     | 開催地                       | 対戦国           | 勝敗  | 試合概要                            |
| -- | -------------- | ---------------------------- | ---------------- | ----- | ----------------------------------- |
| 1. | 1997年10月11日 | ウズベキスタン、タシュケント | ウズベキスタン   | △ 1-1 | 1998 FIFAワールドカップ・アジア予選 |
| 2. | 1997年10月26日 | 日本、東京                   | アラブ首長国連邦 | △ 1-1 | 1998 FIFAワールドカップ・アジア予選 |
| 3. | 1997年11月01日 | 韓国、ソウル                 | 韓国             | ○ 2-0 | 1998 FIFAワールドカップ・アジア予選 |
| 4. | 1999年06月29日 | パラグアイ、アスンシオン     | ペルー           | ● 2-3 | コパ・アメリカ1999                  |
| 5. | 1999年07月05日 | パラグアイ、アスンシオン     | ボリビア         | △ 1-1 | コパ・アメリカ1999                  |

## 指導歴
- 2005年 - 2007年  パウリスタFC : コーチ
- 2009年  パウリスタFC : コーチ
- 2010年  パウリスタFC
- 2010年  ポン・ジ・アスーカル・エスポルテ・クルーベ
- 2011年  パウリスタFC
- 2012年  ガンバ大阪：ヘッドコーチ
- 2012年 - 2013年  コメルシアウFC（英語版）
- 2013年4月 - 10月[39]  サンベルナルドFC
- 2014年1月 - 4月[39]  ボタフォゴ-SP
- 2014年4月[63] - 8月[64] クリシューマEC
- 2014年9月[65] - 12月  アトレチコ・ゴイアニエンセ
- 2015年[1]  ゴイアスEC
- 2015年7月[66]- 12月[67]  CAブラガンチーノ
- 2016年1月[68] - 4月  アトレチコ・ゴイアニエンセ
- 2016年5月 - 11月  サンパイオ・コヘイアFC
- 2017年1月 - 5月  パラナ・クルーベ
- 2017年5月 - 12月  アルビレックス新潟
- 2018年1月 - 2月  パラナ・クルーベ
- 2018年8月 -10月  ジョインヴィレEC
- 2018年10月 - 2019年10月  アトレチコ・ゴイアニエンセ
- 2020年1月 - 2月  ボタフォゴ-SP
- 2021年5月 - 6月  ヴィラ・ノヴァFC
- 2021年8月 -  ECヴィトーリア

※ 特筆なき限り、役職は監督

## 監督成績
| 年度      | クラブ               | 所属         | リーグ戦 | リーグ戦 | リーグ戦 | リーグ戦 | リーグ戦  | リーグ戦 | カップ戦           |
| 年度      | クラブ               | 所属         | 順位     | 勝点     | 試合     | 勝       | 分        | 敗       | コパ・ド・ブラジル |
| --------- | -------------------- | ------------ | -------- | -------- | -------- | -------- | --------- | -------- | ------------------ |
| 2013 (en) | サンベルナルド       | サンパウロ州 | 12位     | 16       | 12       | 4        | 4         | 4        | 2回戦              |
| 2014 (en) | ボタフォゴ-SP        | サンパウロ州 | 5位      | 28       | 16       | 9        | 1 (PK敗1) | 5        | -                  |
| 2014      | クリシューマ         | セリエA      | 17位     | 17       | 15       | 4        | 5         | 6        | -                  |
| 2014 (en) | アトレチコ-GO        | セリエB      | 7位      | 34       | 18       | 10       | 4         | 4        | -                  |
| 2015 (pt) | ゴイアス             | ゴイアス州   | -        | 25       | 13       | 8        | 4         | 1        | -                  |
| 2015 (en) | ブラガンチーノ       | セリエB      | 6位      | 47       | 27       | 15       | 2         | 10       | -                  |
| 2016 (pt) | アトレチコ-GO        | ゴイアス州   | 3位      | 30       | 16       | 9        | 3         | 4        | 1回戦              |
| 2016 (en) | サンパイオ・コヘイア | セリエB      | -        | 12       | 16       | 2        | 6         | 8        | 2回戦              |
| 2017 (pt) | パラナ               | パラナ州     |          |          |          |          |           |          |                    |
| 通算      | ブラジル             | セリエA      | -        | -        | 15       | 4        | 5         | 6        | -                  |
| 通算      | ブラジル             | セリエB      | -        | -        | 61       | 27       | 12        | 22       | -                  |
| 通算      | ブラジル             | 州選手権     | -        | -        | 57       | 30       | 13        | 14       | -                  |
| 総通算    | 総通算               | 総通算       | -        | -        | 133      | 61       | 30        | 42       | -                  |

## タイトル

### クラブ
サンパウロFC
- カンピオナート・パウリスタ : 2回 (1985, 1987)
- カンピオナート・ブラジレイロ・セリエA : 1回 (1986)

本田技研工業サッカー部
- ジャパンフットボールリーグ : 1回 (1996)

名古屋グランパスエイト
- 天皇杯全日本サッカー選手権大会 : 1回 (1999)

### 個人
- JSL2部得点王 : 1回 (1990-91)
- JFL得点王 : 3回 (1992, 1995, 1996)
- JSL2部ベストイレブン : 1回 (1990-91)
- JFLベストイレブン : 4回 (1992, 1993, 1995, 1996)
- Jリーグ優秀選手賞 :1回 (1997)

### 指導者時代
パウリスタFC
- コパ・パウリスタ : 1回 (2011)

## 著書
- 『呂比須』 小学館、1998年。